# キングダム・カム (コミック)
『キングダム・カム』(英: Kingdom Come) は、1996年にDCコミックスから出版されたマーク・ウェイド原作、アレックス・ロス作画によるアメリカン・コミックスである。ミニシリーズとして4巻が出版され、後に1冊にまとめられた。

## あらすじ
病院の一室、ノーマン・マッケイはウェスリー・ドッズから「黙示録を予見した」という話を聞かされる。興奮するウェスリーを落ち着かせるため牧師である彼は『コリント信徒への第一の手紙 15章』を読み聞かせる。ノーマン・マッケイは信仰を失っていなかったが、建物から一歩外へ出ると、新世代のヒーローたちが能力を持て余し街を蹂躙する日々が続いていた。
カンザス州でマゴッグ率いるジャスティス・バタリオンがヴィランのパラサイトを追い詰めた際、メンバーの一人であるキャプテン・アトムが致命傷を受け核爆発を起こし、カンザス州一帯が汚染される大規模な被害を出してしまう。そのニュースを見ていたノーマン・マッケイは予見が現実のものとなったことにショックを受ける。自身も黙示録の夢を見るようになり独り考えを巡らせていると、目の前にスペクターが現れ、悪を見定めるよう彼を様々な場所へと導く。
ワンダーウーマンが「孤独の要塞」を訪れスーパーマンにカンザス州で起きた爆発事件を伝える。新世代の度を超した事態に向き合わなければならないと説得され、世間と距離を置いていたスーパーマンは再び人々の前に戻る決意をする。スーパーマン率いるジャスティス・リーグがついに復活し、世界中の新世代のヒーローたちにリーグへの参加を呼びかけ、反抗する者は鎮圧し、教育していく。スーパーマンはバットケイブを訪れバットマンにも助力を求めるが、今なおゴッサム・シティの治安を陰で守っていたバットマンは協力を拒否する。
マゴッグがカンザス州にいることがわかり、スーパーマンと数名で現場へ向かう。対峙したマゴッグは引退という形で世間と距離を置いた「スーパーマンの過ち」を追及し始める。世間が自分のジョーカー殺しを肯定したこと、スーパーマンを時代遅れとして拒絶したこと、そして何よりも殺人者を新世代のヒーローとして認めたこと。マゴッグもまた世間への失望と、爆発事件以来抱えていた後悔を吐露する。マゴッグの言葉を聞いたスーパーマンは収容所を作り、本格的に新世代のヒーローたちを教育しはじめる。一方、バットマン率いるアウトサイダーズは人々を守るという共通の目的の為、レックス・ルーサー率いる人類解放戦線と手を組む。ルーサーの傍には、洗脳されヒーローとしての面影を失ったキャプテン・マーベルがいた。
ジャスティス・リーグが世界中の新世代のヒーローたちを隔離し終えた頃、収容所で暴動が起きてしまう。スーパーマンとワンダーウーマンは真っ先に国連へ向かい、事態の把握と事情を説明するが、信頼を得られず決別する。ルーサーもまた暴動を聞きつけ、キャプテン・マーベルを使って混乱を煽ろうとするが、バットマンの一声でアウトサイダーズに襲撃され人類解放戦線のメンバーは捕縛されていく。バットマンは、茫然自失のまま逃げ惑うキャプテン・マーベルを追い詰めるが逃げられてしまう。収容所の暴動は悪化の一途をたどり、スーパーマンが解決策を模索している間に、ワンダーウーマンがリーグを率いて武力での鎮圧を選ぶ。
洗脳されたままのキャプテン・マーベルが収容所を破壊したことで、外へ溢れた暴徒とジャスティス・リーグが激突、さらにバットマンとアウトサイダーズも加勢し混戦状態となる。この機会に全滅を目論む国連は戦場へ向けて核ミサイルを発射させる。スーパーマンはキャプテン・マーベルの変身を強制的に解き説得するが、キャプテン・マーベルは再び変身すると「シャザム！」の呪文を唱え核ミサイルを爆発させる。爆発の煙が晴れるとそこにいたのは核爆発に耐えることができるスーパーマンと白骨化したヒーロー達だった。激昂したスーパーマンは国連へ向かい怒りをあらわにする。そこへノーマン・マッケイが一部始終を目撃していた証人としてスーパーマンに語りかける。ノーマン・マッケイの言葉でスーパーマンが冷静さを取り戻した頃、爆発を免れた生存者が遅れて到着する。スーパーマンは人々の前から姿を消した過去の過ちを認め、これからの事について話し合う。
バットマンはウェインマナーを病院へと改築して患者を受け入れ、ワンダーウーマンはアマゾン族に復帰しセミッシラを新世代のヒーローの教育の場にする。スーパーマンは巨大なプラウを引っ張りカンザスの農地を復興していく。後日クラーク、ダイアナ、ブルースの3人は私服姿でスーパーヒーローをモチーフにしたレストランを訪れ、互いの近況を報告する。

## 登場人物

### 主人公
ノーマン・マッケイ (Norman McCay)
本作の狂言回しにあたる老牧師。新世代のヒーロー達がのさばる世界に失望を感じていたが、突如現れたスペクターに導かれて旧世代ヒーロー達の動向を陰ながら見守ることになる。スペクターに同行している間は半透明となり、かつ世界各地を自由に移動できるため、本作全ての場面に居合わせている。モデルはアレックス・ロスの父クラーク・ノーマン・ロス。
スペクター (Spectre)
来るべきアルマゲドンを前に審判を下す一助となってもらうべく、ノーマン・マッケイの前に姿を現す。

### ジャスティス・リーグ
スーパーマン/クラーク・ケント/カル=エル (Superman)
人間に絶望し、世捨て人になり一人畑を耕して暮らしている。ワンダーウーマンの説得により、旧世代ヒーロー「ジャスティス・リーグ」の代表として戦線に復帰する。少し白髪まじりになっている。
ワンダーウーマン/ダイアナ (Wonder Woman)
世界の秩序を維持できなかった責任を取らされ、故郷のアマゾン族からは追放されている身。スーパーマンの腹心で最も行動力のある人物として描かれているが、「アマゾン族の信条」として強引な方法で事態の収束を図る。
レッドロビン/ディック・グレイソン (Red Robin)
初代ロビン。新たにレッドロビンと名乗り、バットマンとは袂を分かち、スーパーマンの側につく。
フラッシュ/ウォーリー・ウェスト (Wally West)
スピードフォースの影響で身体を構成する分子が不安定になっており、わずかに存在が認識できる状態になっている。
グリーンランタン/アラン・スコット (Alan Scott)
宇宙空間に「ニューオア」を作り、脅威からの警戒を行っている。施設は復活したジャスティス・リーグの新たな拠点となる。
パワーウーマン/カレン・スター (Power Woman)
元パワーガールと名乗っていたスーパーヒロイン。スーパーマンの復帰直後からジャスティス・リーグに参加する。
ホークマン/カーター・ホール (Hawkman)
自然界を守るヒーロー。人々からは「環境テロリスト」と恐れられている。スーパーマンの復帰直後からジャスティス・リーグに参加。

### アウトサイダーズ
バットマン/ブルース・ウェイン (Batman)
ベインとの戦いで脊椎を損傷しており、自分で開発した外骨格を装着している。バットマンとしては引退の身だが、量産したロボットを操ってゴッサムの治安を監視している。スーパーマンにリーグ復帰を誘われるが拒否し、逆にルーサーと手を組む。スーパーマンとは本質的に相容れないことを自覚しているが、2人の友情は厚い。
ブルービートル/テッド・コード (Ted Kord)
グリーンアロー/オリバー・クイーン (Green Arrow)
ブラックキャナリー/ダイナ・クイーン (Black Canary)
マーシャン・マンハンター/ジョン・ジョーンズ (Martian Manhunter)
ブラックキャナリー/オリビア・クイーン (Olivia Queen)
オリバー・クイーンとダイナ・クイーンの娘。
グリーンランタン/ジェニファー・リン・ヘイデン (Jennifer-Lynn Hayden)
アラン・スコットの娘。
キッド・フラッシュ/アイリス・ウェスト2世 (Iris West Ⅱ)
ウォーリー・ウェストとリンダ・パークの娘。
ナイトスター/マリ・グレイソン (Nightstar)
ディック・グレイソンとスターファイヤーの娘。
レッドフード/リアン・ハーパー (Lian Harper)
ロイ・ハーパーとチェシャーの娘。
ザッカリー・ザターラ (Zachary Zatara)
ザターナとジョン・コンスタンティンの息子。

### 人類解放戦線
レックス・ルーサー (Lex Luthor)
人類解放戦線のリーダー。新旧世代ヒーローたちの衝突を画策する。
キャプテン・マーベル/ビリー・バットソン (Captain Marvel (DC Comics))
ルーサーに操られ、スーパーマンと死闘を繰り広げる。
イブン・アル・ズファッシュ (Ibn al Xu'ffasch)
バットマンとタリア・アル・グールの息子。
キャットウーマン/セリーナ・カイル (Catwoman)
リドラー/エドワード・ニグマ (Riddler)

### ジャスティス・バタリオン
マゴッグ (Magog)
新世代ヒーローの代表。事件を起こしたジョーカーを逮捕直後に殺害、それが市民から肯定されたことでスーパーマン引退のきっかけとなる。
キャプテン・アトム (Captain Atom)
核エネルギーで構成されたヒーロー。

## 書籍情報
- キングダム・カム（ShoPro World Comics）

1998年5月26日発売、ISBN 978-4796840323
訳者:秋友克也/館野恒夫
- キングダム・カム 愛蔵版 (ShoPro Books)

2010年10月29日発売、ISBN 978-4796870788
訳者:秋友克也/依田光江
- Kingdom Come (New edition)

2008年9月24日発売、ISBN 978-1401220341
- Absolute Kingdom Come

2012年2月25日発売、ISBN 978-1401207687
- Kingdom Come 20th Anniversary Deluxe edition

2016年5月11日発売、ISBN 978-1401260828
- Kingdom Come: DC Compact Comics Edition

2025年5月6日発売、ISBN 978-1799501299